# Créateurs application portable
Les créateurs d'application portable sont des outils informatiques qui permettent la création d'applications portables.

## Les créateurs de véritables applications portables
Aucun agent ou client n'est requis pour ces outils (aussi appelés « sans agent ») :
- PortableApps.com
- VMware ThinApp